# Саласпилсский концлагерь
Концла́герь «Са́ласпилс» (концла́герь «Куртенго́ф»; нем. Polizeigefängnis und Arbeitserziehungslager Salaspils, также Lager Kurtenhof) — концентрационный лагерь, созданный во время Второй мировой войны (1939—1945) на оккупированной нацистской Германией территории Латвии. Существовал в 18 километрах от города Риги рядом с городом Саласпилс с октября 1941 года до конца лета 1944 года.
Известность лагерь получил из-за содержания в нём малолетних узников, которых затем стали использовать для отбора крови для раненых немецких солдат, вследствие чего дети быстро погибали.

Рисунок узника лагеря

## Лагеря в районе Саласпилса
В районе посёлка Саласпилс существовало несколько отдельных концлагерей. Помимо более известного лагеря для политических заключённых, неподалёку от него существовал также лагерь для военнопленных Stalag 350/Z. Площадь этого лагеря была 18,82 гектаров, военнопленные в нём жили под открытым небом, укрываясь в земляных норах, ели кору деревьев и доходили до людоедства.
У основного лагеря Саласпилс было также несколько филиалов. В связи с этим в литературе есть разночтения в оценке числа узников и погибших.

## История
Официальное название лагеря — «Расширенная полицейская тюрьма и воспитательно-трудовой лагерь». Его строительство было начато в октябре 1941 года силами прибывающих в Латвию депортированных из Германии евреев. Из привезённых в Латвию иностранных евреев в Саласпилс отправляли только трудоспособных. Многие из них погибли от голода и непосильного труда. Впоследствии в Саласпилс также помещали латвийских евреев.
Однако евреи составили в итоге меньшинство узников лагеря. По данным историка Валдиса Луманса, в дальнейшем в лагерь отправляли советских военнопленных, латвийских и других участников антинацистского сопротивления.
Летом 1942 года часть еврейских узников были возвращены из лагеря в Рижское гетто. Из-за недоедания они выглядели как скелеты. Одним из вернувшихся в гетто был чешский еврей Карел Бесен, известный как «палач Саласпилса» — чтобы спасти свою жизнь, он убивал других узников, но так чтобы они как можно меньше мучились.
В декабре 1942 года по поводу принадлежности лагеря состоялся спор между Главным административно-хозяйственным управлением СС (WVHA) и администрацией Рейхскомиссариата Остланд по поводу контроля над лагерем. 1 декабря Главное управление имперской безопасности в Берлине запросило командующего полицией безопасности и СД в Риге Рудольфа Ланге, является ли Саласпилс концлагерем, и если да, то по какой причине он не передан в ведение WVHA. Ланге ответил, что лагерь Саласпилс является не концентрационным, а воспитательно-трудовым, и потому находится под контролем полиции. Генрих Гиммлер счёл такое объяснение неудовлетворительным и называл Саласпилс концлагерем, однако контроль над ним оставался в руках Ланге до прекращения немецкой оккупации.
В марте 1943 года в лагерь начали помещать крестьян, женщин и детей, вывезенных из сёл Белоруссии, Псковской и Ленинградской областей во время карательных антипартизанских операций (так, в феврале-апреле 1943 года во время операции «Зимнее волшебство» лишь из Освейского района Витебской области были вывезены 14 175 жителей — взрослые на работу в Германию, дети — в Саласпилс).
Весной 1943 года германские войска, отступая под ударами Красной Армии, поголовно угоняли с собою всё население оккупированных областей Советского Союза. В связи с этим усилился приток советских детей в концлагеря и тюрьмы на территории Латвии.
В августе 1944 года оставшиеся в живых заключённые лагеря были вывезены в концлагерь Штуттгоф. Перед приходом советских войск почти все лагерные бараки были сожжены.
Оставшиеся бараки были использованы для создания лагеря для немецких военнопленных, содержавшихся там вплоть до октября 1946 года.
В 1967 году на месте лагеря был создан Саласпилсский мемориальный комплекс.

## Устройство лагеря

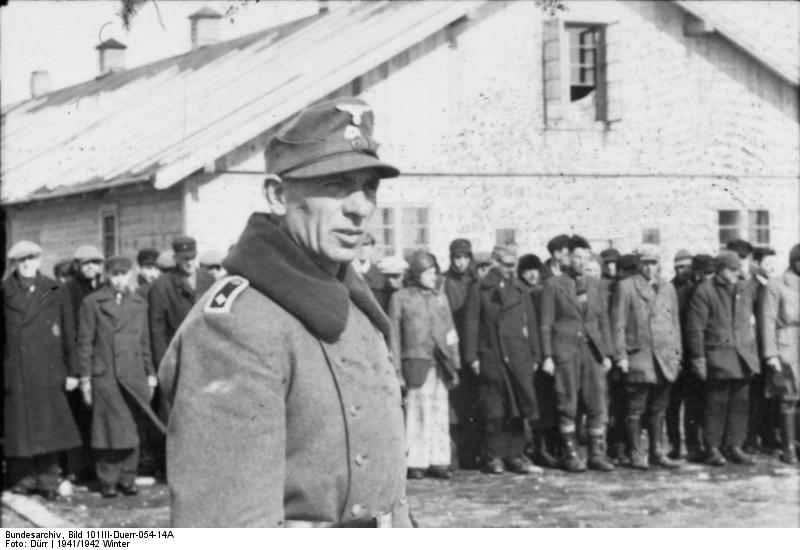
Возле лагерного барака. Декабрь 1941

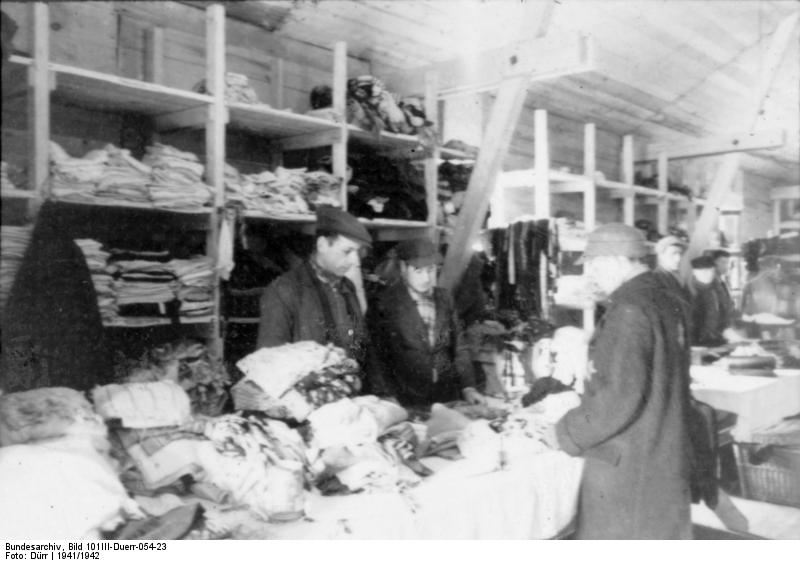
Лагерный магазин одежды. 1941/1942

Хотя Саласпилс не был лагерем смерти таким как Белжец или Собибор, единственными целями которых было уничтожение людей, и числился трудовым лагерем, условия жизни в нём предусматривали массовую гибель заключённых от голода, болезней, холода и истощения. Несмотря на высокую смертность заключённых от вышеуказанных причин, расстрелы, повешения и другие способы убийства были обычным наказанием за любую провинность. В конце 1942 года комендант Ланге использовал душегубки для уничтожения евреев и других «расово неполноценных».
Суточный рацион состоял из 150—300 граммов хлеба, смешанного наполовину с опилками, и чашки супа из овощных отходов. Отработка трудовой повинности длилась до 14 и более часов.

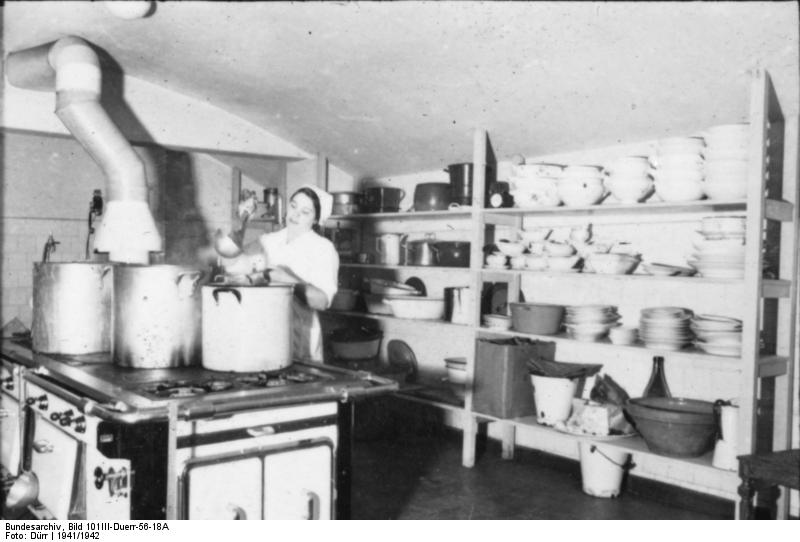
Лагерная кухня

### Дети в Саласпилсе
Как отметил историк В. А. Богов, доставка детей в лагерь Саласпилс началась с осени 1942 года: первоначально среди них были дети арестованных жителей Латвии, которых немцы считали пособниками советской власти, а затем несовершеннолетние с оккупированных территорий СССР. Возраст малолетних узников варьировал от новорождённых до 17 лет. После прибытия с матерями детей с ними разлучали и содержали отдельно, где за новорождёнными ухаживали другие дети. Тема их пребывания в Саласпилсе до сих пор недостаточно изучена, признаёт историк, и трудно поддаётся объективной оценке количество прошедших через этот лагерь, смертность, медицинские эксперименты над несовершеннолетними.
В ряде источников, опирающихся на первичные советские документы утверждается, что у детей систематически выкачивали кровь вплоть до наступления смерти. Кровь, по свидетельствам военнопленных медицинских работников, использовалась для изготовления противотифозной сыворотки для немецкой армии;

#### Оценка численности
Чрезвычайная Республиканская Комиссия Латвийской ССР (ЧРК) в 1945 г. указала на 12 000 детей, прошедших через Саласпилс с осени 1942 года по лето 1944 г., но документально это не подтверждено. Один из документов, на который можно опираться в этом вопросе — выписка из письма начальника Социального департамента и генерального комиссара от 15 марта 1943 г., в которой указывается, что при проведении карательных операций «в Ригу эвакуировано большое количество людей из русских областей, в том числе многочисленные дети», «причём не исключено, что в ближайшее время число детей прибавится». Таким образом из Белоруссии после операции «Зимнее волшебство» в Саласпилс поступило 1100 детей. Новая волна была связана с проведением новой карательной акции, «Летнее путешествие», уже в Латгалии, после которой в Саласпилс был доставлен 1041 ребёнок. Детей затем распределяли по детским приютам, а оттуда в приёмные семьи, которым за принятых детей младше 10 лет выплачивалось пособие в размере 50 пфеннигов в день, или в хозяйства на работу по заявочным спискам самоуправлений.
Народный Комиссариат просвещения Латвийской ССР, расследовавший факты угона мирного населения в немецкое рабство, на 3 апреля 1945 года на основе данных картотеки Социального департамента внутренних дел Латвийской генеральной дирекции «Остланд» подсчитал, что из лагеря в Саласпилсе были распределены 2802 ребёнка: по хозяйствам — 1564 чел.; в детские лагеря — 636 чел.; взяты на воспитание отдельными гражданами — 602 чел. Богов полагает, что этот список не полный: в 18 рукописных школьных тетрадках монахини Евсеевой Рижского женского Троицкого монастыря перечислено 4087 человек. В монастырь доставляли узников и «эвакуированных» (детей и взрослых) с марта 1943 г. до июня 1944 г., и 56 % контингента составляли несовершеннолетние (1926—1943 г.р.), а 13 % — старше 50 лет. В списке содержатся указания на погибших или в лагере, или уже после освобождения из лагеря узников (124 случая).
Точное количество погибших в Саласпилсе детей неизвестно. Согласно Акту Чрезвычайной комиссии от 26 декабря 1945 г., судмедэксперты установили захоронения 632 детских тел в возрасте от 1 мес. до подросткового возраста на Гарнизонном кладбище в Саласпилсе, однако о найденных детских останках говорится и в актах ранних эксгумаций от 30 ноября 1944 г., делавшихся выборочно.

#### Распределение детей из лагеря
Рижские религиозные общины первыми обратили внимание на бедственное положение детей в лагере и предложили свою помощь в опеке над ними. В апреле 1943 г. около 50 детей забрала Рижская Гребенщиковская старообрядческая община. По свидетельству врача О. И. Высоцкой, через две недели пребывания в общине дети всё ещё были в плохом состоянии, некоторые из них умирали. Она обратила внимание, что «тела этих детей были одутловаты и синеватой прозрачности; животы у них были синие и вздутые. Их спасти было невозможно. Остальные дети были прыщавые, чесоточные, покрыты всевозможными сыпями. Почти все дети были с высокой температурой… у меня сложилось мнение, что дети были чем-то отравлены». Общего учётного списка не велось, но старообрядцы взяли на попечение не менее 100 детей. Около 320 детей с 16 по 21 апреля 1943 года прошли через Рижский Троицкий женский монастырь.
В период с 16 по 22 апреля 1943 года в документах зафиксировано 83 случая оформления опекунства над детьми, взятыми из лагеря в семьи, однако нередко это делалось с целью трудового использования подростков (например, в пастухи отдавали с 9 лет). В документах зафиксированы многочисленные случаи жестокого обращения с детьми в приёмных семьях, однако существуют и обратные факты: когда опекун отказывался от пособия на ребёнка, принимая его на своё обеспечение. Узнав, что в Саласпилсе находятся дети, жители Риги и окрестностей отправлялись туда и забирали детей, порой прибегая к подкупу охраны.
Особняком в истории спасения узников стоит созданный госпожой Юшкевич вместе с организованным ею же комитетом из числа русских общественных работниц приют в Риге, на ул. Даугавпилс. Со 2 ноября 1943 г. он принимал детей, с 1 февраля 1944 г. — беженцев из числа интеллигенции, до 1 апреля 1944 г. оказав помощь 411 взрослым и детям.

## Число жертв
Данные о количестве узников и жертв концлагеря противоречивы.
Согласно советским источникам, в Саласпилсском концлагере было убито свыше 100 тысяч человек, в том числе 7 тысяч детей и помимо граждан СССР, также Чехословакии, Польши, Австрии, Нидерландов, Франции и других.
Ряд советских исторических и энциклопедических работ уточняют, что в собственно Саласпилсском лагере было убито более 53 тысячи, а с филиалами — 100 тысяч человек. Историк Арон Шнеер отмечает, что Саласпилсский лагерь для военнопленных был неподалёку от лагеря для гражданских лиц.
Американский историк Валдис Луманс приводит данные со ссылкой на советскую ЧГК о 53 700 жертв. Немецкие историки Андрей Ангрик, Петер Кляйн заявляют, что данные ЧГК о более чем 53 000 жертв должны быть «отвергнуты». Ангрик и Кляйн сообщают, что «считается, что через лагерь прошли около 12 000 заключённых».
Арон Шнеер отмечает, что по данным ЧГК через Саласпилс с конца 1942 года по 1944 год прошло около 12 тысяч детей в возрасте от грудных до 14-15 лет, однако из отношения Социального департамента от 3 ноября 1943 года известно, что порядковые номера регистрации детей в Саласпилсском лагере достигали 17 683, это позволяет предположить, что число детей, прошедших через лагерь было намного больше.
Историки Музея оккупации Латвии заявляют о желании развенчать «советские мифы о Саласпилсе». Доктор истории Улдис Нейбургс утверждает, что история Саласпилсского лагеря никогда не была по-настоящему изучена.
Член комиссии историков при президенте Карлис Кангерис считает, что в лагере «не было систематического и массового уничтожения людей», а советские данные о числе жертв завышены в несколько раз. По его мнению здесь погибло около тысячи евреев — строителей лагеря; пара тысяч заключённых и некоторое количество советских военнопленных. Аналогичное мнение имеет член латвийско-российской комиссии историков Рудите Виксне, заявляя о том, что и сведения об использовании детей-заключённых в качестве доноров крови является мифом. При этом сотрудник Института философии и социологии Каспарс Зеллис отметил, что название «лагерь трудового воспитания» — порождение нацистской пропаганды.
Оценку как количества погибших в этом лагере, так и состава заключённых затрудняет то, что при эвакуации был уничтожен его административный архив.

## Служащие лагеря

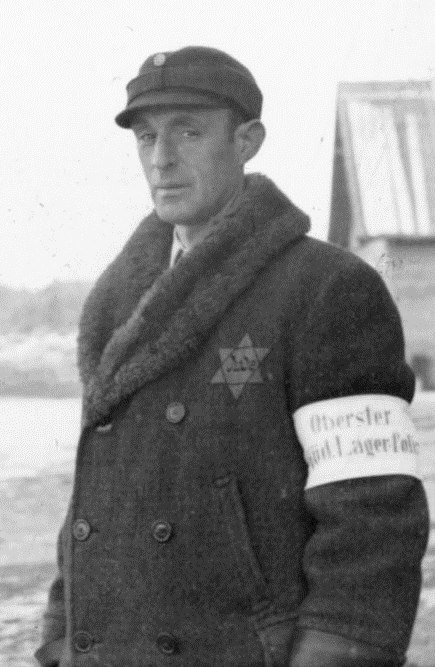
Еврейский полицейский в лагере Саласпилс. На нарукавной повязке надпись «Начальник еврейской полиции лагеря»

- Вначале комендантом лагеря был Рихард Никельс (немец) — повинен в убийстве и истязании людей.
- Сменивший Никельса комендант лагеря Курт Краузе — натравливал на людей свою овчарку.
- Помощник коменданта Краузе, Отто Теккемейер — выслеживал из-за угла свою жертву и неожиданно наносил ей удар по голове дубинкой, находя в этом развлечение, причастен к убийству детей.
- Альберт Видужс — старшина лагеря.
- Хеппер, помощник коменданта, причастен к убийству детей.
- Бергер, помощник коменданта, причастен к убийству детей.
- Оберштурмфюрер СС Конрадс Калейс. С приходом нацистов стал одним из командиров добровольческого карательного отряда латышских националистов под руководством Виктора Арайса (т. н. «команда Арайса»). В Саласпилсе возглавлял роту охраны периметра концлагеря. Обвинён в убийстве узников лагеря[32].
- Врач Майзнер — руководил опытами над детьми, испытывая на них яды[33].
- Организовывал постройку лагеря штурмбаннфюрер CC доктор Рудольф Ланге, начальник службы безопасности г. Рига.
- Руководил постройкой лагеря инженер Магнус Качеровский.

## Процессы над военными преступниками
В 1951 году перед судом в Гамбурге предстали 4 человека (двое причастны к преступлениям в Саласпилсе). Двое подсудимых были приговорены к пожизненному тюремному заключению, один был оправдан, а Отто Теккемейер был приговорён к 1 году и 8 месяцам тюремного заключения и умер в 1982 году.
Магнус Качеровский в 1959 году получил 10 лет тюремного заключения. Но позже дело было пересмотрено, и он был приговорён к смертной казни.

## Современные оценки лагеря
В 2005 году в Латвии вышло издание «История Латвии: XX век». Там говорится:
В октябре 1941 года было начато строительство концентрационного лагеря в Саласпилсе... Лагерь официально назывался «Расширенная полицейская тюрьма и воспитательно-трудовой лагерь»… Одновременно в лагере находилось около 2000 человек. Это были политические заключённые разных категорий: участники движения сопротивления, евреи, дезертиры, прогульщики, цыгане и пр. Саласпилс функционировал как транзитный лагерь. Условия жизни здесь были чудовищными: голод, холод, физические наказания, угроза расстрела.
В 2008 году режиссёр Игорь Гусев снял о концлагере документальный фильм «Саласпилсский шталаг».

## В культуре
- ВИА  «Поющие гитары» исполнял песню «Саласпилс» (музыка: Александр Тимошенко, Эдуард Кузинер; слова: Яков Голяков)[35], которая вышла на пластинке фирмы «Мелодия» в 1973 году.